# Ukryte skarby
Ukryte skarby (cz. Konec cesty) – czechosłowacki czarno-biały dramat kryminalny z 1960 w reżyserii Miroslava Cikána.

## Obsada
- Martin Růžek jako kierowca Josef Lachman
- Alena Vránová jako Eva Kostková, córka Lachmana
- Vladimír Ráž jako Jindřich Kostka, mąż Evy
- Rudolf Deyl jako górnik Karel Rokos
- Eva Klepáčová jako Růžena
- Josef Bek jako kapitan Lukeš
- Gustav Heverle jako porucznik Bouchal
- Oldřich Vykypěl jako porucznik Novák
- František Miška jako porucznik Hanák
- Miloš Kopecký jako Jirák
- Rudolf Hrušínský jako Zvoníček
- Oldřich Lukeš jako wysadzający
- Soběslav Sejk jako Popelka
- Bohuš Záhorský jako urzędnik więzienny
- Karel Pavlík jako kanalarz
- František Hanus jako kasjer Tuzexu
- Jindřich Narenta jako członek VB
- Miriam Kantorková jako piękna dziewczyna na budowie
- Ota Motyčka jako fryzjer Stárek
- Miroslav Doležal jako asystent VB
- Vladimír Hrubý jako sprzedawca w Tuzexie
- Vilém Besser jako Krampera
- Miroslav Homola jako Kareš
- Antonín Šůra jako robotnik na budowie
- František Suk jako pracownik Tuzexu
- Karel Hovorka jako handlarz
- Hynek Němec jako Kaláb, robotnik na budowie
- Jaroslav Mareš jako mieszkaniec pogranicza
- Adolf Král jako świadek